# Saaservispa
Saaservispa är ett vattendrag i kantonen Valais i Schweiz. Det flyter samman i Stalden med Mattervispa till Vispa.